# نیل مسکل
نیل مَسکِـل (انگلیسی: Neil Maskell؛ زادهٔ ۱۹۷۶ میلادی) بازیگر، نویسنده و کارگردان فیلم اهل انگلستان است. وی از سال ۱۹۹۱ میلادی تاکنون مشغول فعالیت بوده‌است.
از فیلم‌ها یا برنامه‌های تلویزیونی که وی در آن نقش داشته است، می‌توان به تاوان و روز سنت جرج اشاره کرد.